# Smarhon
Smarhon (Russisch: Сморгонь, Smorgon, Wit-Russisch: Смаргонь, Pools: Smorgonie) is een stad in Wit-Rusland in de oblast Hrodna. Het ligt op 107 km van de hoofdstad Minsk en op 60 km van de grens met Litouwen. 
De plaats werd in de 17e eeuw gesticht als Poolse stad, maar werd met de Tweede Poolse Deling in 1793 Russisch. Ook in het interbellum is de stad Pools grondgebied geweest.
Smarhon behoorde tot de uitgestrekte bezittingen van het aristocratische geslacht Radziwiłł. Zij vestigden er een berenacademie waar Roma dansberen trainden. De best opgeleide beren van Europa kwamen uit deze academie, die ten einde kwam in de vroege negentiende eeuw.
Tot aan de Tweede Wereldoorlog was het een stad met voornamelijk Joodse bevolking.

## Voetnoten
1. ↑  Lech Mróz, Roma-Gypsy Presence in the Polish-Lithuanian Commonwealth: 15th – 18th centuries, 2016, p. 281-283

- Library of Congress Control Number: n2007030542
- Nationale Bibliotheek van Tsjechië: ge1018916
- Nationale Bibliotheek van Israël: 987009461175905171
- Virtual International Authority File: 149146856